# گام‌های زمین
گام‌های زمین، گام سیاره‌ای زمین، یا فاز زمینی (انگلیسی: Earth phase) شکل آن بخش قابل مشاهده از زمین است که به دلیل تابش نور خورشید بر آن از دیدگاه ماه (یا از هر دیدگاه فرازمینی دیگر) است. فازهای زمین به تدریج و به صورت چرخه‌ای در طول یک ماه قمری سینودی (حدود ۲۹٫۵۳ روزه) تغییر می‌کنند، زیرا موقعیت‌های مداری ماه به دور زمین و موقعیت زمین به دور خورشید در طول این چرخه پیوسته تغییر می‌کند.

## بررسی اجمالی

۴ گام مختلف از فازهای زمین: در طول فصل‌ها به دلیل انحراف محوری زمین تغییر زاویه می‌دهند که در اینجا از دیدگاه یک مدار زمین ثابت مشاهده می‌شود.

فاز زمین در طول فصل‌ها به دلیل انحراف محوری زمین تغییر زاویه می‌دهد که در اینجا از دیدگاه مدار زمین ثابت مشاهده شده‌است.
حضور زمین از برجسته‌ترین ویژگی‌های آسمان ماه است. قطر زاویه‌ای زمین (۱٫۹ درجه) چهار برابر قطر ماه است آنگونه که از زمین دیده می‌شود، هرچند به دلیل خارج از مرکز بودن مدار ماه، اندازه ظاهری زمین در آسمان ماه حدود ۵٪ در هر طرف تغییر می‌کند (قطر آن از ۱٫۸ درجه تا ۲٫۰ درجه است).
درست مانند ماه برای ناظران زمینی، زمین نیز از خود فازهایی را در آنجا نشان می‌دهد. با این حال، مراحل مخالف هم هستند. هنگامی که ناظر زمینی ماه کامل را می‌بیند، ناظر از ماه یک «زمین نو» را می‌بیند ولی بالعکس. سپیدایی زمین سه برابر ماه است (تا حدی به دلیل پوشش ابر سفید آن)، و همراه با وسیع‌تر بودن پهنه تابش، زمین کامل از ماه بیش از ۵۰ برابر درخشان‌تر از ماه کامل در اوج خود برای ناظر زمینی، درخشنده‌تر است. این نور که از زمین بر نیمهٔ نزدیک ماه، بر آن بخش که نور خورشید بر آن نمی‌تابد، منعکس می‌شود، به اندازه‌ای روشن است که می‌تواند از زمین، حتی با چشم غیرمسلح، قابل رویت باشد - پدیده‌ای که به عنوان زمین‌تاب شناخته می‌شود.
در نتیجهٔ چرخش هماهنگ ماه، یک طرف ماه «سمت نزدیک» آن همیشه به سمت زمین می‌چرخد و سمت دیگر، «سمت دور» بخش عمدهٔ آن از زمین قابل مشاهده نیست. بنا بر این در ماه، زمین را تنها می‌توان از سمت نزدیک آن دید و همیشه از سمت دور ماه، زمین نامرئی خواهد ماند. از سطح نزدیک ماه- زمین در حال چرخش دیده می‌شود. این چرخش دوره‌ای تقریباً یک روز زمینی دارد که به دلیل حرکت مداری ماه اندکی متفاوت است.
اگر چرخش ماه کاملاً با زمین همزمان بود، زمین در آسمان ماه هیچ حرکت قابل توجهی نداشت. با این حال، به دلیل رخ‌گردی ماه، زمین از دیدگاه ناظر یک حرکت لرزشی آهسته و پیچیده انجام می‌دهد. آنگونه که از ماه دیده می‌شود، یک بار در ماه، زمین یک شکل بیضی تقریبی به قطر ۱۸ درجه را ترسیم می‌کند. شکل و جهت دقیق این بیضی به موقعیت مکانی فرد ناظر در ماه بستگی دارد. در نتیجه، در نزدیکی مرز دو طرف نزدیک و دور ماه، زمین گاهی در زیر افق و گاهی بالای آن قرار دارد.
باید توجه داشت: اگرچه عکس‌های واقعی از زمین مشاهده شده در ماه دد دست است، بسیاری از ناسا، برخی از عکس‌های به اشتراک گذاشته شده در رسانه‌های اجتماعی، که ادعا می‌شود مشاهدهٔ زمین از ماه هستند، ممکن است واقعی نباشند.